# Grigorij Linkow
Grigorij Matwiejewicz Linkow, ros. Григорий Матвеевич Линьков, ps. Батя (ur. 23 stycznia?/4 lutego 1899 we wsi Wasilewka, zm. 18 października 1963) – radziecki wojskowy, dowódca oddziałów partyzanckich na Białorusi, Bohater Związku Radzieckiego.

## Życiorys
Urodził się we wsi Wasilewka w obwódzie orenburskim w rodzinie chłopskiej.
W 1918 roku wstąpił do Armii Czerwonej i walczył pod komendą Wasilija Blüchera do 1919 roku. W 1932 roku ukończył technikum, a w 1933 roku uniwersytet komunistyczny.
W 1934 roku powołany do Armii Czerwonej i skierowany do Wojskowej Akademii Radiotechnicznej, którą ukończył w 1938 roku. Rozpoczął wtedy pracę jako inżynier (technik wojskowy I rangi) w Instytucie Wyposażenia Artylerii.
Po agresji Niemiec na ZSRR zgłosił się na ochotnika do walki na tyłach wroga i w dniu 17 września 1941 roku został zrzucony na terenie Białorusi w rejonie Lepela na czele 55-osobowej grupy rozpoznawczo-dywersyjnej. Grupa ta założyła bazę w lasach berczyńskich, skąd działała przeciwko niemieckim garnizonom oraz szlakom komunikacyjnym. Tworząc wkrótce zgrupowanie partyzanckie pod swoim kierownictwem.
W związku z atakami wojsk niemieckich na bazę w dniu 21 maja 1942 roku za zgodą dowództwa zgrupowanie odbyło rajd na Polesie, pokonując trasę 600 km. Założono wtedy kolejną bazę partyzancką w rejonie Jeziora Czerwonego, na północny wschód od Mikaszewicz. Skąd prowadził działania dywersyjne i wywiadowcze oraz rozwijając ruch partyzancki na terenie Białorusi i północnej Ukrainy. W dniu 20 stycznia 1943 roku został wyróżniony tytułem Bohatera Związku Radzieckiego, a w dniu 23 stycznia 1943 roku został odwołany do Moskwy.
W dniu 21 maja 1943 roku ponownie został zrzucony na terenie Białorusi jako dowódca grupy rozpoznawczo-dywersyjnej. Założył wtedy kolejną bazę na południowy wschód od Berezy Kartuskiej i działał w rejonie Baranowicz, Brześcia i Wołkowyska.
Latem 1944 roku, w związku z ofensywą wojsk radzieckich, przeniósł się na teren Polski, a następnie Czechosłowacji. Jego oddział walczył na tyłach wroga do kwietnia 1945 roku.
W 1946 roku przeniesiony do rezerwy, pracował jako inżynier w Moskwie. Zginął tragicznie w dniu 17 grudnia 1961 roku na polowaniu.
Napisał wspomnienia – Война в тылу врага (pol. Wojna na tyłach wroga) (wyd. Moskwa 1953)
Pochowany został na cmentarzu Nowodziewiczym.

## Odznaczenia
- Medal „Złota Gwiazda” Bohatera Związku Radzieckiego (20 stycznia 1943)
- Order Lenina
- Order Czerwonego Sztandaru